# Ekaterina Karsten
Ekaterina Anatolyevna Khodotovich-Karsten (em bielorrusso:  Кацярына Анатолеўна Хадатовіч-Карстэн; Minsk, 2 de junho de 1972) é uma remadora bielorrussa, bicampeã olímpica e hexacampeã mundial no skiff simples.

## Carreira
Karsten competiu nos Jogos Olímpicos de 1992, 1996, 2000, 2004, 2008, 2012 e 2016.
Na sua primeira aparição, em Barcelona, conquistou a medalha de bronze no skiff quádruplo representando a Equipe Unificada. Já competindo pela Bielorrússia independente, obteve duas medalhas de ouro (1996 e 2000), uma de prata (2004) e uma bronze (2008) nas Olimpíadas seguintes, sempre no skiff simples. Em sua sétima Olimpíada, no Rio de Janeiro, competiu aos 44 anos e ficou em segundo lugar na final B, finalizando em oitavo no geral.